# Hilda Aitken
Hilda Aitken MCP với Edna Watson là một trong hai thành viên nữ đầu tiên của quốc hội thuộc địa Bermuda sau một chiến dịch của Hiệp hội Nữ quyền được tổ chức cho cuộc bầu cử của bà vào Hạ viện năm 1948.